# Don Quijote in der Studierstube lesend
Don Quijote in der Studierstube lesend, auch Don Quichotte, im Lehnstuhl lesend, ist ein im Jahr 1834 entstandenes humoristisches Genrebild von Adolph Schroedter. Es zeigt Don Quijote, eine literarische Figur des spanischen Schriftstellers Miguel de Cervantes, bei der Lektüre des Ritterromans Amadis de Gaula (1508). Wie Cervantes das höfische Abenteuer- und Ritterethos seiner Zeit (1605/1615), so zog Schroedter mit der Karikatur des Don Quijote Vertreter der zeitgenössischen Spätromantik, ihren Gestus und ihre Auffassungen als weltfremd und verschroben ins Lächerliche.

## Beschreibung
Don Quijote, vorgeführt als hagerer Spießbürger in Pantoffeln, sitzt in einem verschlissenen Lehnstuhl und liest gebannt in einem dicken alten Folianten. Seine Studierstube, ein altes Gemäuer, ist vollgestopft mit Büchern und Requisiten des Rittertums. Teile einer Rüstung wie auch die Bücher sind unordentlich im Raum verteilt. Ein Buch liegt geöffnet auf dem Boden und zeigt die Darstellung eines Ritterspiels, womit der fesselnde Gegenstand der Lektüre des dargestellten Lesers symbolisch angedeutet ist. Unten rechts ist das Gemälde mit dem Signet des Künstlers, einem Pfropfenzieher, bezeichnet.

## Entstehung

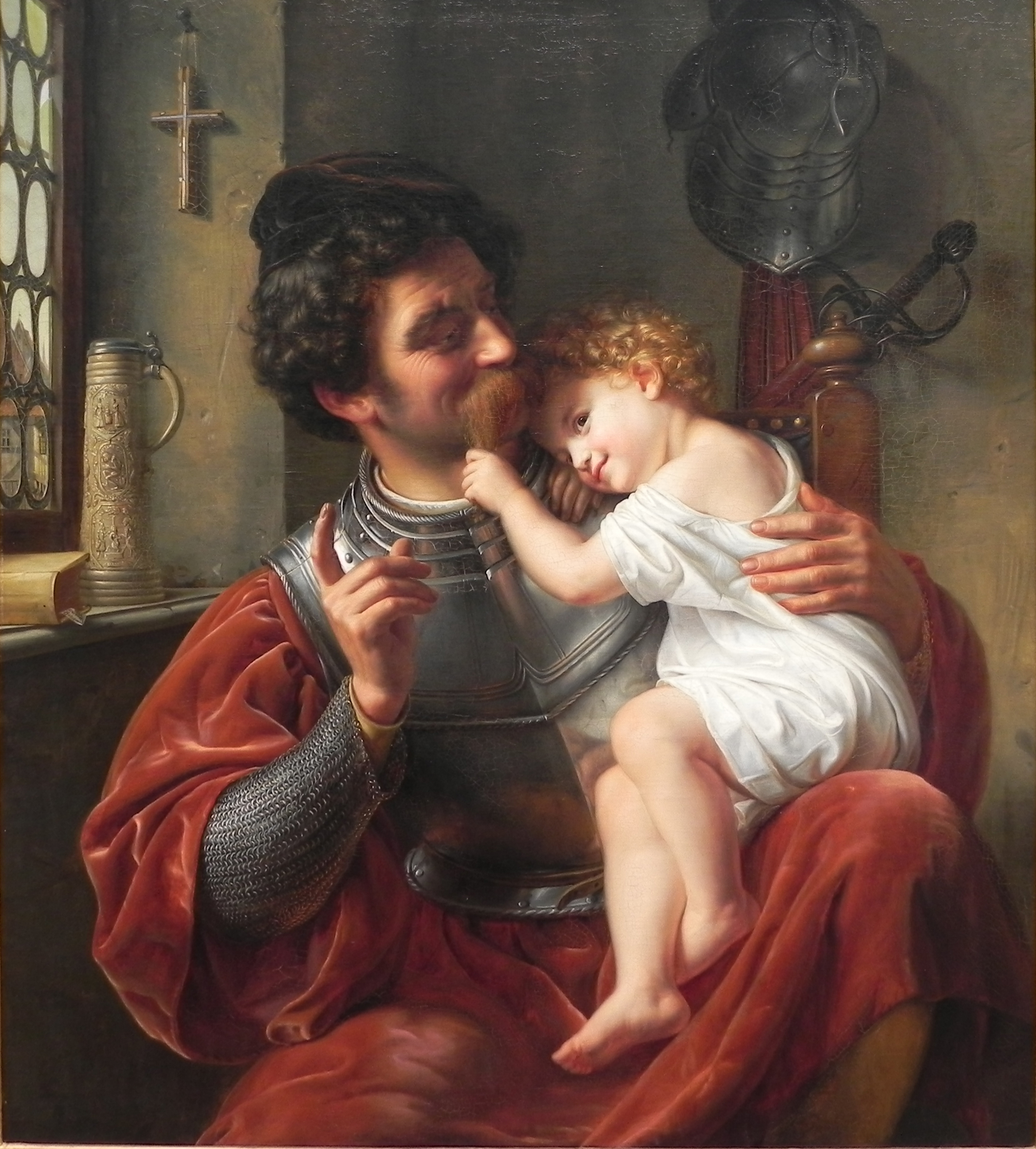
Der Krieger und sein Kind, 1832

Das Bild entstand im Auftrag des Berliner Verlegers Georg Andreas Reimer in Düsseldorf.
Sein Schöpfer, der Maler Adolph Schroedter, ein führender Vertreter der Genremalerei der Düsseldorfer Schule, beschäftigte sich mit Vorliebe mit komischen Figuren der Literatur (Don Quijote, Falstaff, Münchhausen, Till Eulenspiegel) und politischen Themen des Vormärz, später auch mit solchen der Märzrevolution, die er mit Mitteln der Parodie und Persiflage überspitzte und es darin unter den Künstlern seiner Zeit zur Meisterschaft brachte. Durch seine Karikaturen gilt er als Pionier des Comics.
Von der akademischen Hauptströmung der Düsseldorfer Malerei, die durch Bilder wie Das trauernde Königspaar (Carl Friedrich Lessing, 1830), Die trauernden Juden im Exil (Eduard Bendemann, 1832) und Der Krieger und sein Kind (Theodor Hildebrandt, 1832) eine „romantisch-elegische Seelenmalerei“ pflegte, hatte sich Schroedter bereits 1832 durch das Gemälde Die trauernden Lohgerber parodistisch abgesetzt. Eine gleiche Vorgehensweise zeigte er auch in diesem Don-Quijote-Bild: Durch Parodie wandte er sich gegen romantisierende Darstellungen des Rittertums, etwa gegen die hehre und süßliche Interpretation des Rittertums in Hildebrandts Gemälde Der Krieger und sein Kind oder gegen die nationalromantisch-borussianische Aussage in Wilhelm Schadows Doppelbildnis der Prinzen. So trug er zu einem neuen Realismus bei.
Malweise und Lichtführung wählte Schroedter bewusst altertümelnd, in Rückgriff auf die niederländische Malerei des 17. Jahrhunderts.

## Rezeption

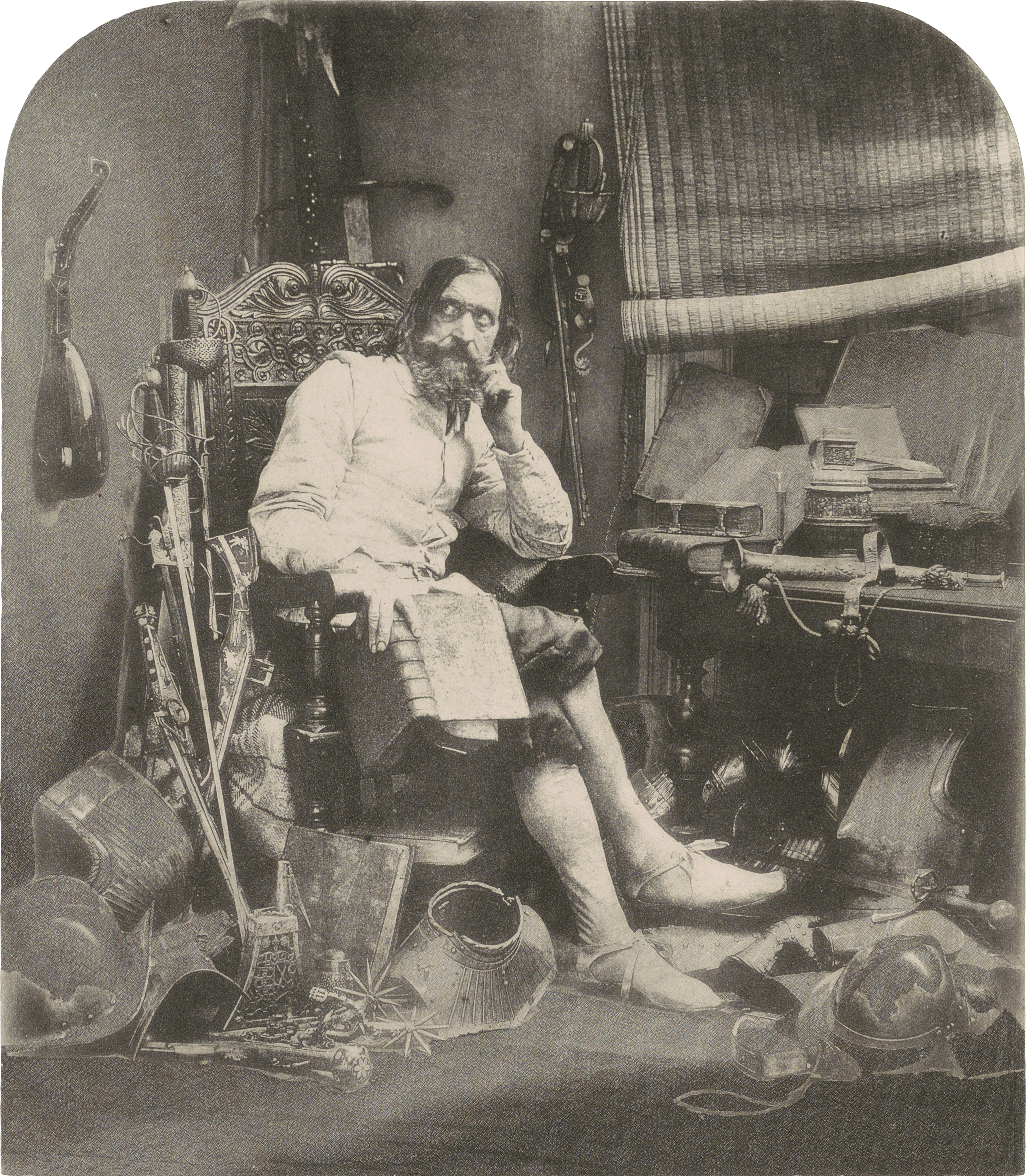
Don Quixote in His Studio, Fotogalvanografie von William Lake Price nach dem Don-Quijote-Motiv von Adolph Schroedter, Photo-Galvano-Graphic Company, London um 1855, gedruckt 1857, National Gallery of Art, Washington, D.C.

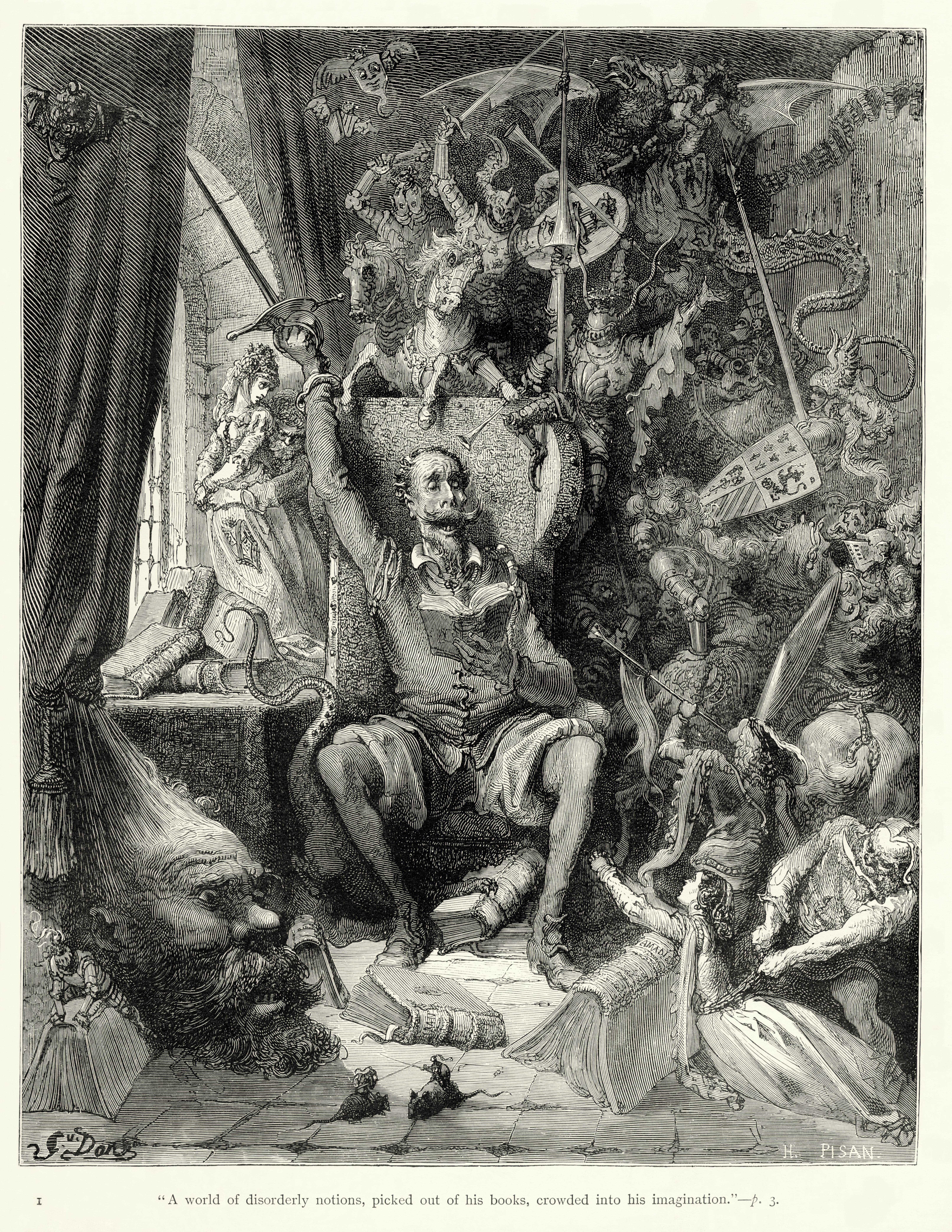
Don Quixote, Illustration von Gustave Doré, 1863

Das Bild wurde 1834 auf der Berliner Akademie-Ausstellung und 1836 auf einer Kunstausstellung in Halberstadt gezeigt. Die Kunstkritik würdigte es einhellig als überragende Leistung und verstand es als ironische Persiflage auf zeitgenössische Übelstände, insbesondere auf das „Philistertum“ im Kunstleben. Nach dem Urteil des preußischen Diplomaten und Kunstkenners Atanazy Raczyński erregte es auf der Berliner Ausstellung unter allen Genrebildern die größte Aufmerksamkeit. 
Bald wurde das Motiv durch Reproduktionsgrafiken weit verbreitet, so dass Heinrich Heine es 1837 in seinem Pariser Exil im Fenster eines Buchladens am Boulevard Montmartre entdecken konnte und seinen Urheber als „großen Meister“ lobte. Schroedter selbst trug zu der druckgrafischen Verbreitung seines Motivs bei, indem er 1843/1844 Radierungen unter dem Titel Dreissig Bilder zum Don Quijote veröffentlichte. Der britische Fotograf William Lake Price arrangierte als freie Abwandlung nach Schroedters Gemälde um 1855 ein Fotomotiv, das 1857 als Fotogalvanografie von Paul Pretschs Photo-Galvano-Graphic Company vervielfältigt wurde. Der französische Grafiker Gustave Doré veröffentlichte 1863 eine Don-Quijote-Darstellung in einem Lehnsessel am Fenster, die ebenfalls von Schroedters Motiv beeinflusst sein dürfte.

## Provenienz
Das Gemälde gelangte 1843 durch Zukauf aus der privaten Berliner Sammlung des 1842 verstorbenen Verlegers Reimer, in die Sammlung des Berliner Bankiers und Mäzens Joachim Heinrich Wilhelm Wagener. Durch dessen Schenkung und durch Erlass des preußischen Königs Wilhelm kam es in die Königliche Sammlung zu Berlin und wurde so Teil eines Grundstocks von Gemälden zur späteren Errichtung und Ausstattung der ab 1862 geplanten Alten Nationalgalerie, in deren Sammlung es unter der Inventar-Nummer NG 334 verbucht ist.
Als Zweitfassung des Gemäldes schuf Schroeder 1834 ein Gemälde in Öl auf Lindenholz im Format 59 × 49,5 cm, das sich heute im Wallraf-Richartz-Museum & Fondation Corboud befindet. Eine weitere Fassung im Format 56 × 48 cm aus dem Jahr 1861 befindet sich in der Sammlung des Amsterdam Museums.